# Tylophora perlaxa
Tylophora perlaxa är en oleanderväxtart som beskrevs av Rudolf Schlechter. Tylophora perlaxa ingår i släktet Tylophora och familjen oleanderväxter. Inga underarter finns listade i Catalogue of Life.